# Listrognathus hispanicus
Listrognathus hispanicus är en stekelart som beskrevs av Szepligeti 1916. Listrognathus hispanicus ingår i släktet Listrognathus och familjen brokparasitsteklar. Inga underarter finns listade i Catalogue of Life.